# Campionato mondiale femminile di pallacanestro 1994
La XII edizione del Campionato Mondiale di Pallacanestro Femminile FIBA è stata disputata in Australia dal 2 al 12 giugno del 1994.

## Squadre partecipanti
| Gruppo A - Spagna - Nuova Zelanda - Corea del Sud - Stati Uniti | Gruppo B - Cuba - Canada - Francia - Kenya | Gruppo C - Brasile - Taiwan - Polonia - Slovacchia | Gruppo D - Australia - Cina - Italia - Giappone |

## Classifica finale
| Campione del Mondo | Campione del Mondo | Campione del Mondo |
| --- | ------------------ | --- |
| Brasile4 Hortência, 5 Helen, 6 Adriana, 7 Leila Sobral, 8 Paula, 9 Janeth, 10 Roseli, 11 Simone, 12 Ruth, 13 Alessandra, 14 Cíntia Tuiú, 15 Dalila, All. Miguel Ângelo da Luz |                    | |
| Argento | Cina               | Cina4 Zhang, 5 Li X., 6 Liu, 7 Wang, 8 Zheng D., 9 He, 10 Liang, 11 Zheng H., 12 Zheng W., 13 Li D., 14 Ma, 15 Sun, All. Chen Daoheng                                                    |
| Bronzo | Stati Uniti        | Stati Uniti4 Edwards, 5 Staley, 6 Bolton, 7 Swoopes, 8 Azzi, 9 Leslie, 10 McGhee, 11 Lloyd, 12 McClain, 13 Wolters, 14 Head, 15 Charles, All. Tara VanDerveer                            |
| 4. | Australia          | Australia4 Maher, 5 Burgess, 6 Brondello, 7 Timms, 8 Gorman, 9 Fallon, 10 Tranquilli, 11 Thornton, 12 Dalton, 13 Whittle, 14 Sporn, 15 Brogan, All. Tom Maher                            |
| 5. | Slovacchia         | Slovacchia4 Rázgová, 5 Hudecová, 6 Kotočová, 7 Godályová, 8 Farkašová, 9 Huťková, 10 Hiráková, 11 Pavláková, 12 Dobrovičová, 13 Slošiarová, 14 Chamajová, 15 Kuklová, All. Marián Matyáš |
| 6. | Cuba               | Cuba4 Seino, 5 Martínez, 6 Lagnó, 7 Vigil, 8 Henry, 9 Borrell, 10 Víctores, 11 Hernández, 12 Castillo, 13 León, 14 Enríquez, 15 Águila, All. Miguel del Río                              |
| 7. | Canada             | Canada4 Gallaway, 5 Karch, 6 Smith, 7 Stewart, 8 Molcak, 9 Evans, 10 Johnston, 11 Scott, 12 Thompson, 13 Boucher, 14 Blackwell, 15 Lange, All. Kathy Shields                             |
| 8. | Spagna             | Spagna4 Grande, 5 Mújica, 6 Ares, 7 Xantal, 8 Alonso, 9 Henningsen, 10 Valero, 11 Álvaro, 12 Lobón, 13 Ferragut, 14 Cebrián, 15 Sánchez, All. Manuel Coloma                              |
| 9. | Francia            | Francia4 Cissé, 5 Zago, 6 Fijalkowski, 7 Foucade, 8 Moussard, 9 Gomis, 10 Melain, 11 Santaniello, 12 Soussi, 13 Souvré, 14 Vivenot, 15 Force, All. Paul Besson                           |
| 10. | Corea del Sud      | Corea del Sud4 Yun, 5 Han Hyeon-seon, 6 Lee G., 7 Lee Y., 8 Yu, 9 Park, 10 Song, 11 Kwon, 12 Han Hyeon, 13 Jeong S., 14 Jeong E., 15 Kang, All. Kim Jae-ung                              |
| 11. | Italia             | Italia4 Paparazzo, 5 Bonfiglio, 6 Caselin, 7 Cesarini, 8 Ballabio, 9 Rossi, 10 Arcangeli, 11 Pollini, 12 Todeschini, 13 Tufano, 14 Salvestrini, 15 Zanussi, All. Aldo Corno              |
| 12. | Giappone           | Giappone4 Harada, 5 Mikawa, 6 Kakizaki, 7 Ichijō, 8 Hagiwara, 9 Murakami, 10 Katō, 11 Tacheuki, 12 Yamada, 13 Hamaguchi, 14 Ōyama, 15 Okazato, All. Fumikazu Nakagawa                    |
| 13. | Polonia            | Polonia4 Frąszczak, 5 Głaszcz, 6 Wlaźlak, 7 Krupska, 8 Jaroszewicz, 9 Poźniak, 10 Nowak, 11 Słabęcka, 12 Dydek, 13 Olęcka, 14 Wołujewicz, 15 Portianko, All. Tadeusz Huciński            |
| 14. | Taiwan             | Taiwan4 Chen Shu-chung, 5 Weng, 6 Chung, 7 Cheng, 8 Chen Shu-jen, 9 Chan, 10 Chien, 11 Chi, 12 Li, 13 Teng, 14 Huang K., 15 Huang Y., All. Hung Ling-yao                                 |
| 15. | Nuova Zelanda      | Nuova Zelanda4 Walker, 5 Garland, 6 Solomon, 7 Daly, 8 Noon, 9 Lattimore, 10 Cordzt, 11 Cunningham, 12 Patterson, 13 Tupu, 14 Akkerman, 15 Farmer, All. Adrian Ward                      |
| 16. | Kenya              | Kenya4 Omamo, 5 Kariuki, 6 Makale, 7 Olumbo, 8 Mohammed, 9 Muthoni, 10 Shava, 11 Onjiko, 12 Imbaya, 13 Akuno, 14 Onono, 15 Owiti, All. Tom Munyama                                       |